# Harlow H. Curtice
Harlow Herbert Curtice, född 15 augusti 1893, död 3 november 1962, var en amerikansk ledare inom bilindustrin som var VD för General Motors (GM) från 1953 till 1958. 

## Biografi
Curtice var son till Marion Curtice och Mary Ellen Eckhart, och växte upp i Eaton Rapids, Michigan där han gjorde sin skolgång på Eaton Rapids High School. Under skolloven, skötte han bokföringen åt sin far i dennes verksamhet som köpman. Han utexaminerades 1914 från Ferris Business College. 
Efter att samma år ha flyttat till Flint, Michigan började Curtice sin snabba karriär på GM. Han började som bokhållare för GM:s AC Spark Plug Division. I sin anställningsintervju med företagets controller, sade han, som 20-åring, att hans ambition var att inneha denna befattning själv inom ett år. Han blev också AC Spark Plug:s controller vid bara 21 års ålder.
Efter en kort period av militärtjänst återupptog Curtice sin karriär på AC Spark Plug Division, och blev vice VD 1923 och VD 1929. Medan andra av  GM:s produktlinjer kämpade med, eller gick under av depressionen, lyckades han få AC Spark Plug Division att expandera och blomstra.
När GM:s Buickdivision hade stora svårigheter under depressionen tillsattes Curtice i dess ledning där han snabbt gjorde en ny organisation för Buick och började marknadsföra en ny bilmodell. Han skapade också ett litet nätverk av återförsäljare som skulle vara enbart Buickåterförsäljare. Han ledde Buick genom krigsåren och när han utsågs till GM:s vice VD, hade han gjort Buick till den fjärde mest sålda bilen.
Curtice hade större makt som vice vd än någon tidigare innehavare av denna position och var bland annat ansvarig för alla personalfrågor. År 1953 efterträdde han Charles E. Wilson som VD när president Dwight Eisenhower utsåg denne till försvarsminister. Med Curtice som chef blev GM oerhört lönsamt, och blev det första bolaget att ha en miljard dollar i vinst under ett år.
Curtice avgick 1958 strax efter sin 65-årsdag. Följande år sköt och dödade han av misstag en vän under en andjakt. Han dog 1962 av hjärtinfarkt vid 69 års ålder och installerades i Automotive Hall of Fame 1971.